# Joseph Zuang
Joseph „Jos” Zuang (ur. 15 marca 1891 w Luksemburgu, zm. 10 grudnia 1962 tamże) – luksemburski gimnastyk, olimpijczyk.
Uczestniczył w rywalizacji na V Igrzyskach olimpijskich rozgrywanych w Sztokholmie w 1912 roku. Startował tam w dwóch konkurencjach gimnastycznych. W wieloboju drużynowym w systemie standardowym zajął z drużyną czwarte miejsce pokonując jedynie drużynę niemiecką. W wieloboju drużynowym w systemie wolnym zajął wraz z drużyną ostatnie, piąte miejsce.